# Saison 8 de Weeds
Chronologie
Saison 7 de Weeds
Cet article présente le guide des épisodes de la huitième saison de la série télévisée Weeds.

## Résumé
La saison 8 reprend là où le dernier épisode de la saison 7 s'est terminé. La famille Botwin, y compris Jill et ses filles, habitent désormais à Old Sandwitch, dans le Connecticut. Shane est entré à l'Académie de police, Andy et Jill sont toujours ensemble, Silas continue la vente de drogues et Nancy peut toujours voir son fils, Stevie, maintenant qu'il habite avec elle. Malheureusement, Nancy se fait tirer dans la tête par Tim Scottson pour se venger de la mort de son père, et le sort de Nancy reste en suspens, elle est plongée dans le coma.

## Distribution

### Acteurs principaux
- Mary-Louise Parker : Nancy Botwin
- Justin Kirk : Andy Botwin
- Alexander Gould : Shane Botwin
- Hunter Parrish : Silas Botwin
- Kevin Nealon : Doug Wilson

### Acteurs récurrents
- Jennifer Jason Leigh : Jill Price-Gray

## Épisodes

### Épisode 1: Du plomb dans la tête
- États-Unis : 1er juillet 2012
- France : 23 mars 2014 sur Canal + Séries
- Belgique : inconnue
- Québec : inconnue

### Épisode 2: Rayon de soleil
- États-Unis : 8 juillet 2012
- France : 23 mars 2014 sur Canal + Séries

### Épisode 3: Retour sur la terre ferme
- États-Unis : 15 juillet 2012
- France : 23 mars 2014 sur Canal + Séries

### Épisode 4: Jill la jalouse
- États-Unis : 22 juillet 2012
- France : 23 mars 2014 sur Canal + Séries

### Épisode 5: L'amour à roulettes
- États-Unis : 29 juillet 2012
- France : 23 mars 2014 sur Canal + Séries

### Épisode 6: Un bébé pour trois
- États-Unis : 5 août 2012
- France : 30 mars 2014 sur Canal + Séries

### Épisode 7: Un nouveau boulot
- États-Unis : 12 août 2012
- France : 30 mars 2014 sur Canal + Séries

### Épisode 8: À cinq lieues du Yetzer Hara
- États-Unis : 19 août 2012
- France : 30 mars 2014 sur Canal + Séries

### Épisode 9: La proposition
- États-Unis : 26 août 2012
- France : 30 mars 2014 sur Canal + Séries

### Épisode 10: Au seuil d'une nouvelle vie
- États-Unis : 2 septembre 2012
- France : 7 avril 2014 sur Canal + Séries

### Épisode 11: Retrouvaille
- États-Unis : 9 septembre 2012
- France : 7 avril 2014 sur Canal + Séries

### Épisode 12: L'heure des bilans -1repartie
- États-Unis : 16 septembre 2012
- France : 7 avril 2014 sur Canal + Séries

### Épisode 13: L'heure des bilans -2epartie
- États-Unis : 16 septembre 2012
- France : 7 avril 2014 sur Canal + Séries